# Desolate
Desolate (stylisé DESOLATE ) est un jeu vidéo d'action-aventure d'horreur de survie à la première personne en monde ouvert développé par Nearga et édité par HypeTrain Digital.
L'histoire du jeu se déroule sur une île fictive nommée Granichny, où des expériences secrètes ont entraîné une "mutation" massive du monde. Le joueur prend le rôle d'un volontaire, qui doit rechercher les activités paranormales de l'île, recueillir des informations et entreprendre des tâches dangereuses.

## Système de jeu
Desolate est un jeu de survie se déroulant dans un environnement mondial ouvert. Il contient un cycle dynamique de jour et de nuit et est joué à la première personne. Le système de jeu est en grande partie construit autour du combat, de l'exploration et de l'histoire du mode campagne. Le jeu peut être joué soit en solo, soit en multijoueur coopératif jusqu'à quatre joueurs.
Le combat du jeu est principalement basé sur la mêlée, les munitions pour armes à feu étant très rares. Les joueurs peuvent utiliser différentes armes, qui peuvent être trouvées sur Granichny, ainsi que collectées auprès des ennemis. Les armes peuvent également être améliorées avec différentes modifications. Les joueurs peuvent réparer leur arme un nombre limité de fois.
Le jeu suit 5 éléments principaux de survie: la santé, la faim, la soif, le froid et le stress. En parcourant le jeu, les joueurs trouvent diverses fournitures médicales, de la nourriture et de l'eau, qui peuvent être utilisées pour restaurer l'élément correspondant. Les joueurs peuvent également trouver différents ingrédients d'artisanat et plans, qui leur permettent de confectionner de nouveaux objets et équipements.
Tout au long du jeu, les joueurs gagnent des points d'expérience (XP) en accomplissant des tâches et en combattants des ennemis. Après avoir accumulé suffisamment d'XP, les joueurs gagnent des points de compétence qui peut être utilisés pour débloquer diverses capacités et améliorations dans l'un des 3 arbres de compétence: artisanat, combat et survie.

## Trame
Desolate prend place en Russie à l'époque soviétique. Le prologue du jeu met en lumière Victor Ognin, le fondateur du New Light Conglomerate, alors qu'il commet un acte de sabotage contre sa propre entreprise qui "changera le monde pour toujours". Les actions de Victor libèrent des mutants et des phénomènes dangereux contre-nature à travers le monde. L'épicentre de ces événements est sur l'île de Granichny, au large des côtes du continent russe. Le jour où le monde entier a changé pour toujours devient alors le "Jour X" et Victor s'y cache.
L'histoire principale du jeu se déroule deux ans après, le joueur se mettant dans la peau d'un Volontaire, un agent de New Light affecté à l'exploration de Granichny au nom du Conglomérat dans l'espoir de découvrir un moyen de réparer les dégâts causés par Victor. Après avoir effectué diverses missions afin d'obtenir la coopération de la population locale de l'île, le Volontaire est chargé par son gestionnaire, 400, de récupérer des documents classifiés New Light. Les documents révèlent que New Light a capturé des habitants de l'île et les a utilisés dans l'expérimentation humaine, y compris la femme et la fille de 400, entraînant leur mort. La fille de 400, Lily, hante désormais l'île et menace le Volontaire à plusieurs reprises. Désemparé, 400 abandonne la New Light et disparaît. Pendant ce temps, le volontaire commence à recevoir des moqueries de la part d'une voix dans sa tête qui prétend d'être lui et qui possède la capacité de changer la perception du volontaire ou le monde lui-même, comme tourner le monde en vert ou faisant nager des baleines géantes dans le ciel.
Le Volontaire est aussitôt contacté par Eleanora, le chef de la Pravda, une organisation indépendante opposée à New Light qui tente de découvrir la vérité derrière le Jour X. Tout en effectuant des missions pour Pravda, le Volontaire découvre que New Light a délibérément converti les habitants capturés en "Sujet 47", des fous furieux qui sont ensuite tués pour récolter de la mousse spéciale qui pousse dans leur corps, que New Light l'utilise comme source de carburant. Le Volontaire est alors convaincu de se retourner contre New Light et d'aider Pravda à diffuser un message au monde révélant la vérité.
Le Volontaire apprend plus tard que les anomalies spatiales sur l'île sont en fait des humains qui ont été convertis en monstres appelés Anomalies par les recherches de New Light. Il rencontre Alice Ognin, la fille de Victor Ognin et un ancien scientifique de New Light, qui se sont transformés en Anomalies dans l'espoir que cela convaincra son père d'arrêter l'expérimentation humaine. Alice supplie le Volontaire de mettre fin à leurs souffrances, ce que le Volontaire exécute avec un appareil spécial spécialement conçu pour détruire les Anomalies.
Pendant ce temps, le quartier général de la Pravda est pris d'assaut par la police secrète soviétique, et Eleanora et tous les autres membres de la Pravda sont sommairement exécutés. 400 contacte le Volontaire et révèle que Victor Ognin dirige un groupe dissident de New Light dont le siège est dans une forteresse fortement défendue sur l'île. Le volontaire décide d'assassiner Ognin dans l'espoir de mettre fin à New Light.
Après avoir infiltré le bunker d'Ognin, le Volontaire affronte ce dernier, qui s'avère être une Anomalie massive. Ognin se révèle être la Voix à l'intérieur de la tête du Volontaire. S'exprimant par la télépathie avec les voix de Victor Ognin, 400 ans et Eleanora, Ognin explique qu'il a accidentellement détruit le monde le jour X et modifié la réalité pour créer un nouveau monde dans son esprit. Toutes les personnes rencontrées par le Volontaire n'étaient que des reflets de la conscience d'Ognin, y compris le Volontaire lui-même, qui incarne la conscience de Victor et son désir de corriger ses erreurs. Ognin informe le Volontaire qu'il n'est plus utile et l'oblige à se tirer une balle dans la tête. Le Volontaire se réveille dans sa maison, se demandant combien de fois il a revécu ces événements et combien de fois ils se produiront. Le jeu se termine par un message philosophique de l'équipe de développement remerciant le joueur d'avoir soutenu le jeu.

## Développement
Le gameplay de base de Desolate est basé sur Beyond Despair, un jeu développé par Pixelmate et sorti le 16 janvier 2017. Beyond Despair n'a pas été un succès commercial et Pixelmate a été fermé en raison de sa situation financière.
Une partie de l'ancienne équipe a créé un nouveau studio, avec le soutien financier de HypeTrain Digital, affinant le gameplay de Beyond Despair, tout en ajoutant de nouveaux contenus. La plupart des changements de gameplay ont été dirigés par les fans. Tous les propriétaires de Beyond Despair ont reçu une copie gratuite de Desolate. 
Le jeu était sur Steam Early Access, et maintenant la version complète est disponible.